# MS Kungsholm
Le MS Kungsholm est un paquebot transatlantique suédois construit en Allemagne en 1928. Il est réquisitionné en 1942 par les États-Unis dans le cadre de la Seconde Guerre mondiale sous le nom d’USAT John Ericsson, avant d'être rendu à son pays d'origine en 1947. Il est immédiatement vendu à une compagnie italienne sous le nom de MS Italia qu'il sert de 1948 à 1964. Il est finalement vendu à la société Freeport Bahama Enterprises et est converti en hôtel flottant sous le nom d’Imperial Bahama avant d'être démoli en 1965.

## Carrière

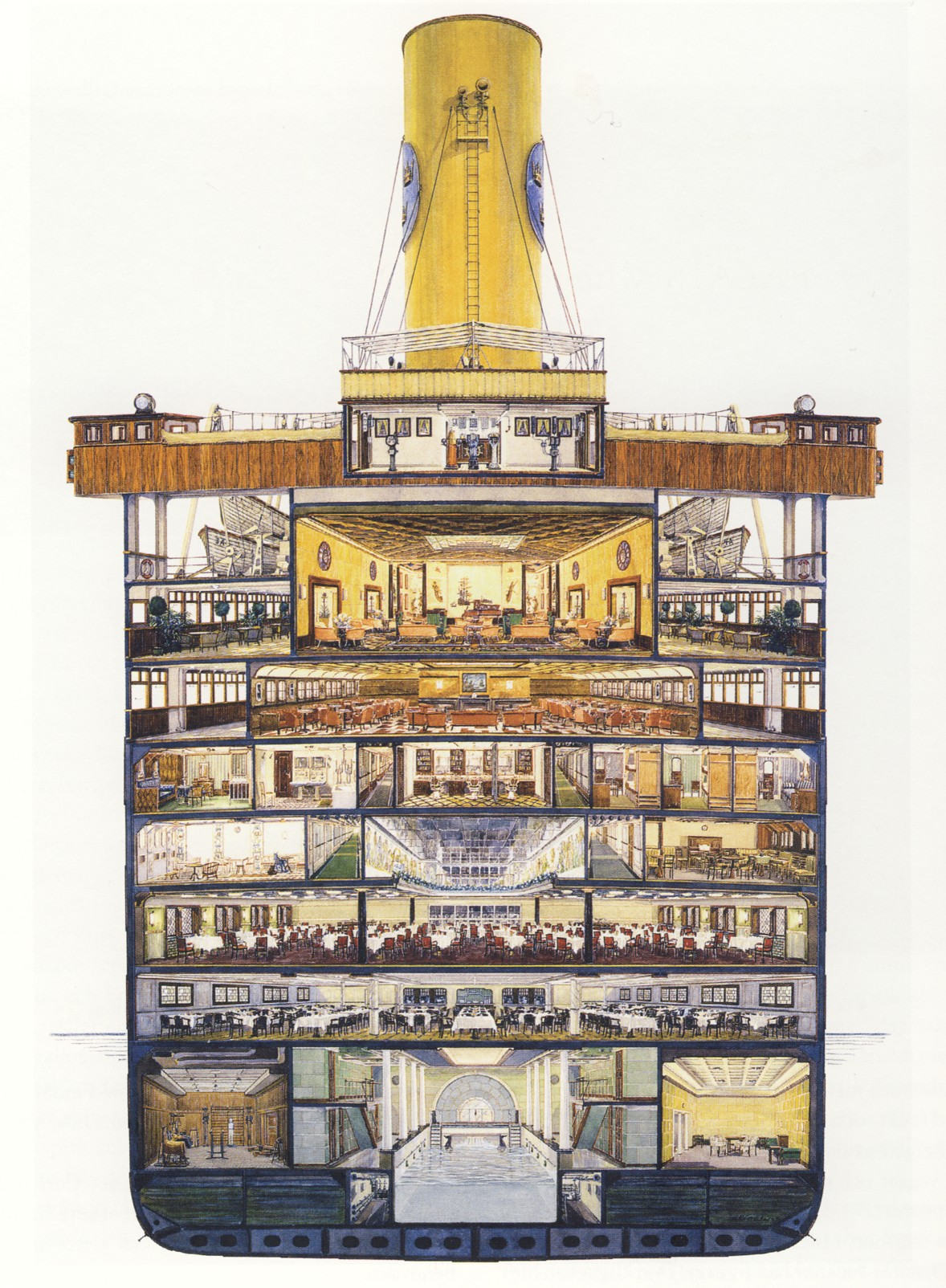
Vue en coupe du Kungsholm.

Le Kungsholm est construit dans les chantiers Blohm & Voss de Hambourg pour la Swedish American Line, une compagnie maritime suédoise. Il effectue son voyage inaugural entre Göteborg et New York le 24 novembre 1928 et alterne dès lors entre des traversées transatlantiques et des croisières au départ de New York. Il effectue sa première traversée le 19 janvier 1929 entre New York et les Caraïbes. Il pouvait alors transporter 115 passagers de première classe, 490 en seconde classe et 970 en troisième. En 1932, il subit une refonte en trois nouvelles classes : première, touriste et troisième.
Le 5 octobre 1939, il effectue sa dernière traversée au départ de Göteborg. Après cette date, il ne fait plus que des croisières au départ de New York. La Seconde Guerre mondiale ayant éclaté, le Kungsholm est réquisitionné par les États-Unis le 13 décembre 1941. Il devient l’USAT John Ericsson (NY-307) et sert de transport de troupes durant la guerre, notamment dans des opérations dans le Pacifique et dans la Méditerranée. Le 7 juin 1946, il s'engage dans des traversées entre New York et Southampton pour l'United States Lines.
Incendié dans le port de New York le 7 mars 1947, il est rendu à la Swedish American Line qui le revend presque immédiatement à la compagnie italienne Home Lines (il navigue sous le pavillon de Panama comme tous les navires de la compagnie). Il prend alors le nom de MS Italia. Naviguant d'abord entre Gênes et l'Amérique du Sud en 1948, il effectue ensuite des traversées entre Hambourg, Southampton, Halifax et New York. À partir de 1960, il navigue entre les États-Unis et la Méditerranée, puis en vers les Bahamas à partir de 1962.
En 1964, il est reconverti en hôtel flottant sous le nom d’Imperial Bahama avant d'être vendu et démoli en 1965 par son dernier propriétaire, M. José Goicolea ; son mobilier est récupéré pour la cantine scolaire du collège San Francisco Javier à Santurtzi (Espagne).

## Décoration intérieure

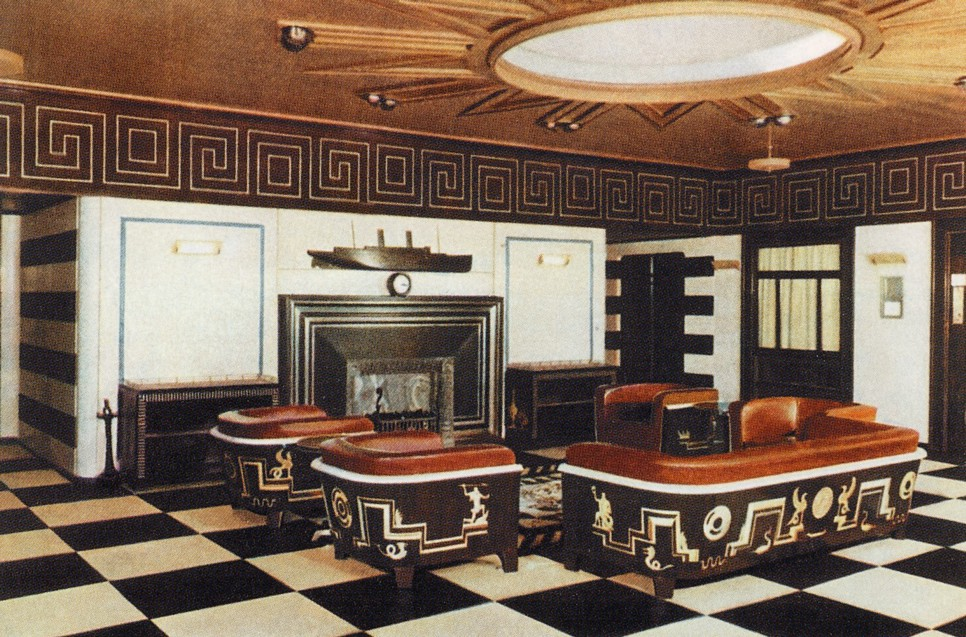
Le fumoir de première classe du Kungsholm.

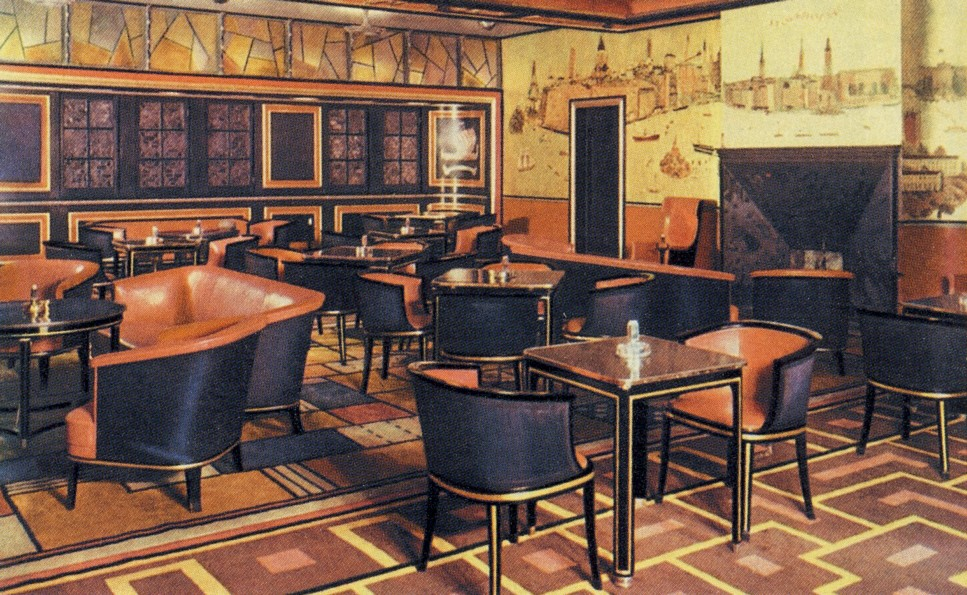
Le salon de première classe du Kungsholm.

La décoration Kungsholm est l'œuvre de l'architecte Carl Bergsten. Il avait été le concepteur du pavillon suédois de l'Exposition internationale de Paris en 1925. Le navire est, en première classe, décoré dans le style Art déco. On y retrouve des dominantes de rouge, or, noir et gris et de nombreuses formes géométriques.
En troisième classe, la salle à manger présente une particularité : contrairement aux autres navires qui proposent de longues tables, le Kungsholm propose des tables de quatre ou six personnes.